# Hortensja (roślina)

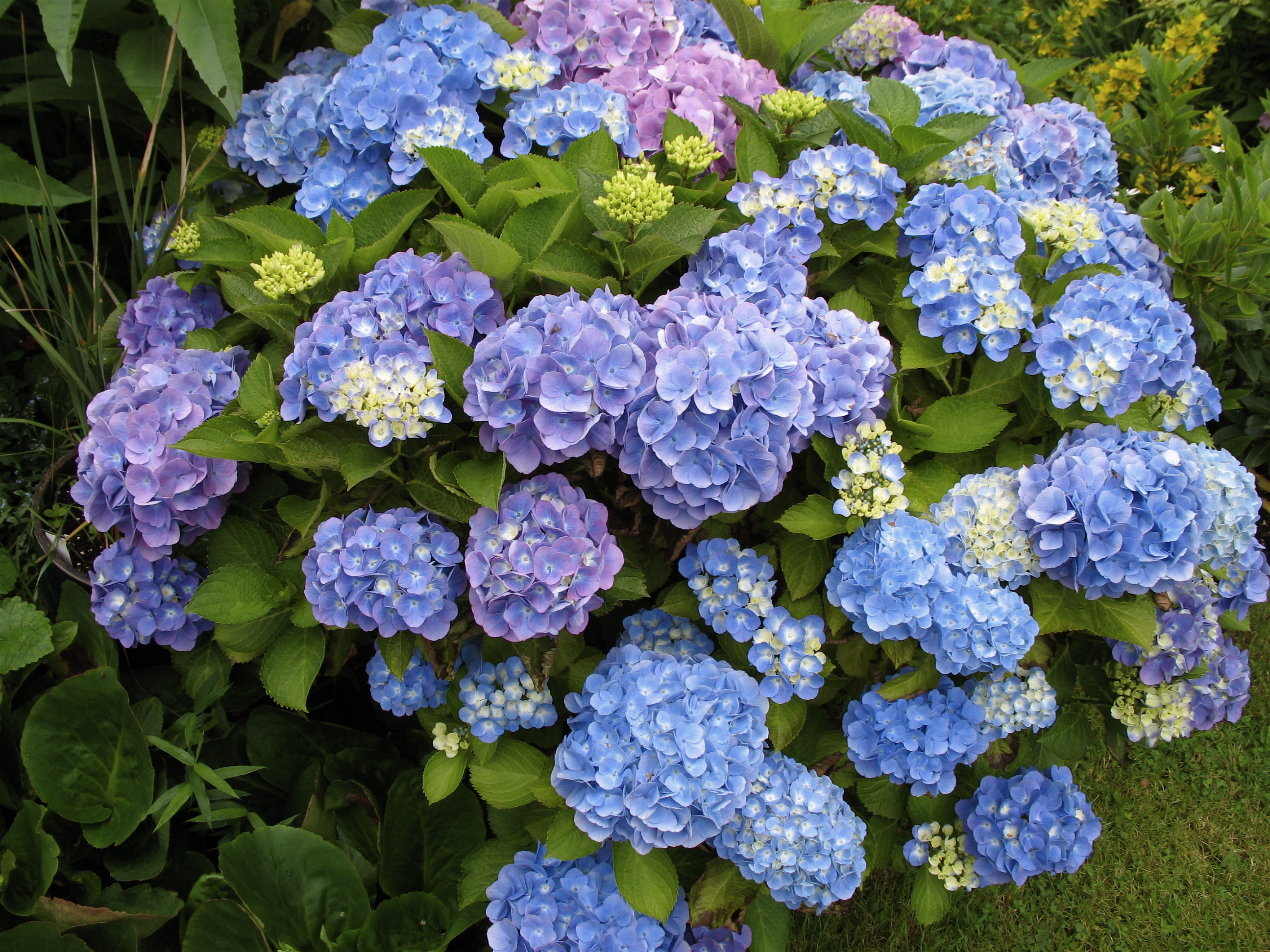
Hortensja ogrodowa

Hortensja (Hydrangea L.) – rodzaj niewysokich krzewów z rodziny hortensjowatych. Obejmuje 78 gatunków. Występują one w południowo-wschodniej Azji – od Indii po Japonię i Nową Gwineę oraz na kontynentach amerykańskich – we wschodniej i środkowej części USA, w Meksyku i Ameryce Środkowej, w północno-zachodniej części Ameryki Południowej oraz na południowym krańcu tego kontynentu. W naturze rosną w lasach i na skalistych stokach, często wspinając się na drzewa i skały. Wiele gatunków rośnie wzdłuż wybrzeży. Kwiaty są owadopylne, rozwijają się zwykle latem, często po przekwitnieniu utrzymują się zaschnięte przez zimę. 
Liczne gatunki i odmiany hortensji uprawiane są jako rośliny ozdobne, których walorem są zwłaszcza efektowne kwiaty płonne (sterylne). Inną ich zaletą jest to, że wśród roślin tych nie ma inwazyjnych – dziczejących z upraw i wnikających do ekosystemów poza ich naturalnymi zasięgami.

## Morfologia

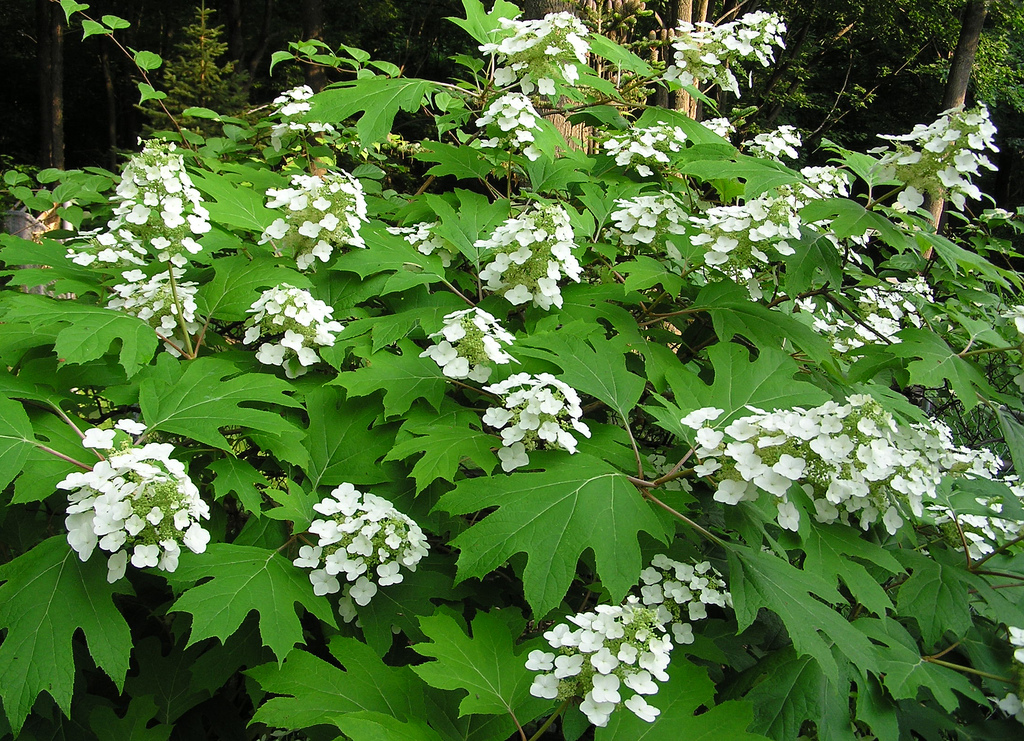
Hortensja dębolistna

PokrójKrzewy, niewielkie drzewa (do 6 m wysokości), pnącza do 30 m wysokości. Różne części roślin bywają w różnym stopniu owłosione, włoski są pojedyncze lub rozwidlone. Starsze pędy z korą łuszczącą się papierzasto, na przekroju często z szerokim, białym rdzeniem.
LiścieZimozielone lub sezonowe, nakrzyżległe, czasem w okółkach po trzy. Są pojedyncze, ogonkowe, bez przylistków, o blaszce eliptycznej, jajowatej do zaokrąglonej, rzadko klapowane, całobrzegie, drobno lub grubiej piłkowane.
KwiatyZebrane w obfite (składające się ze 100–1000 kwiatów) kwiatostany wierzchotkowate, przybierające formę wiech i baldachów – płaskich, wypukłych, stożkowatych do prawie kulistych. Kwiaty są obupłciowe, u części gatunków na brzegu kwiatostanu występują także kwiaty sterylne (u wielu odmian występują tylko kwiaty sterylne). Kwiaty są białe, różowe, czerwone i niebieskie. U części gatunków i odmian kwiaty są różowe w glebie obojętnej i zasadowej, a niebieskie w kwaśnej lub zawierającej jony glinu. Działek kielicha jest 5, są one trwałe, rozpostarte lub odgięte, zwykle trójkątne i nagie. Płatki (drobne w kwiatach płodnych, bardzo okazałe w kwiatach sterylnych) są rozpostarte lub odgięte, zwykle jajowate lub eliptyczne. Pręcików jest 10. Słupek tworzony jest przez 2–4 owocolistków i zalążnia jest odpowiednio 2–4-komorowa. Szyjki słupka są trwałe, w liczbie 2–4, w różnym stopniu połączone. Znamię jest umiejscowione szczytowo lub jest zbiegające wzdłuż szyjki.
OwoceTwarde, skórzaste torebki niewielkich rozmiarów, kulistawe do eliptycznych, w każdej komorze z 10–40 drobnymi, brązowymi nasionami.

## Systematyka

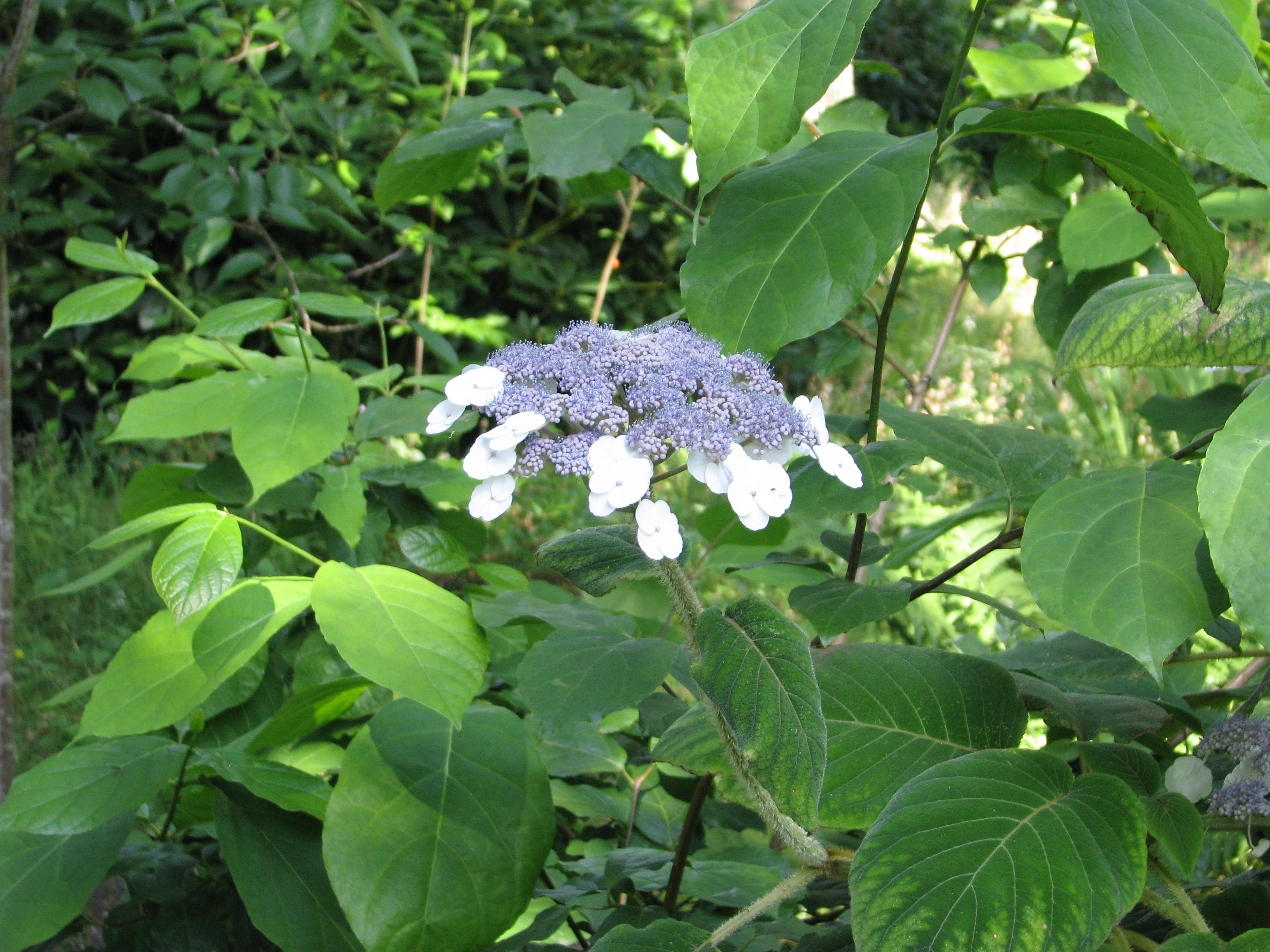
Hortensja kosmata

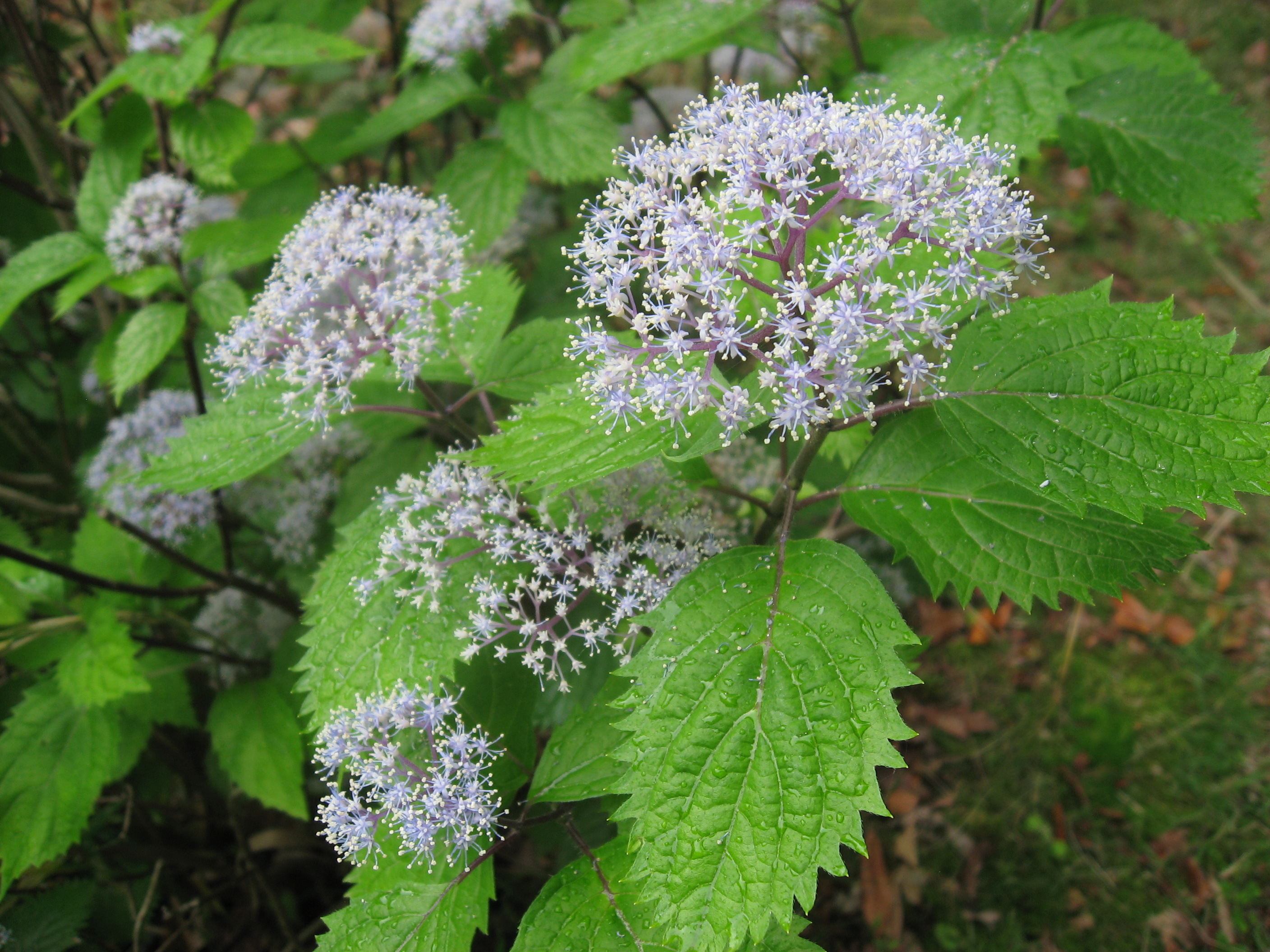
Hortensja szorstka

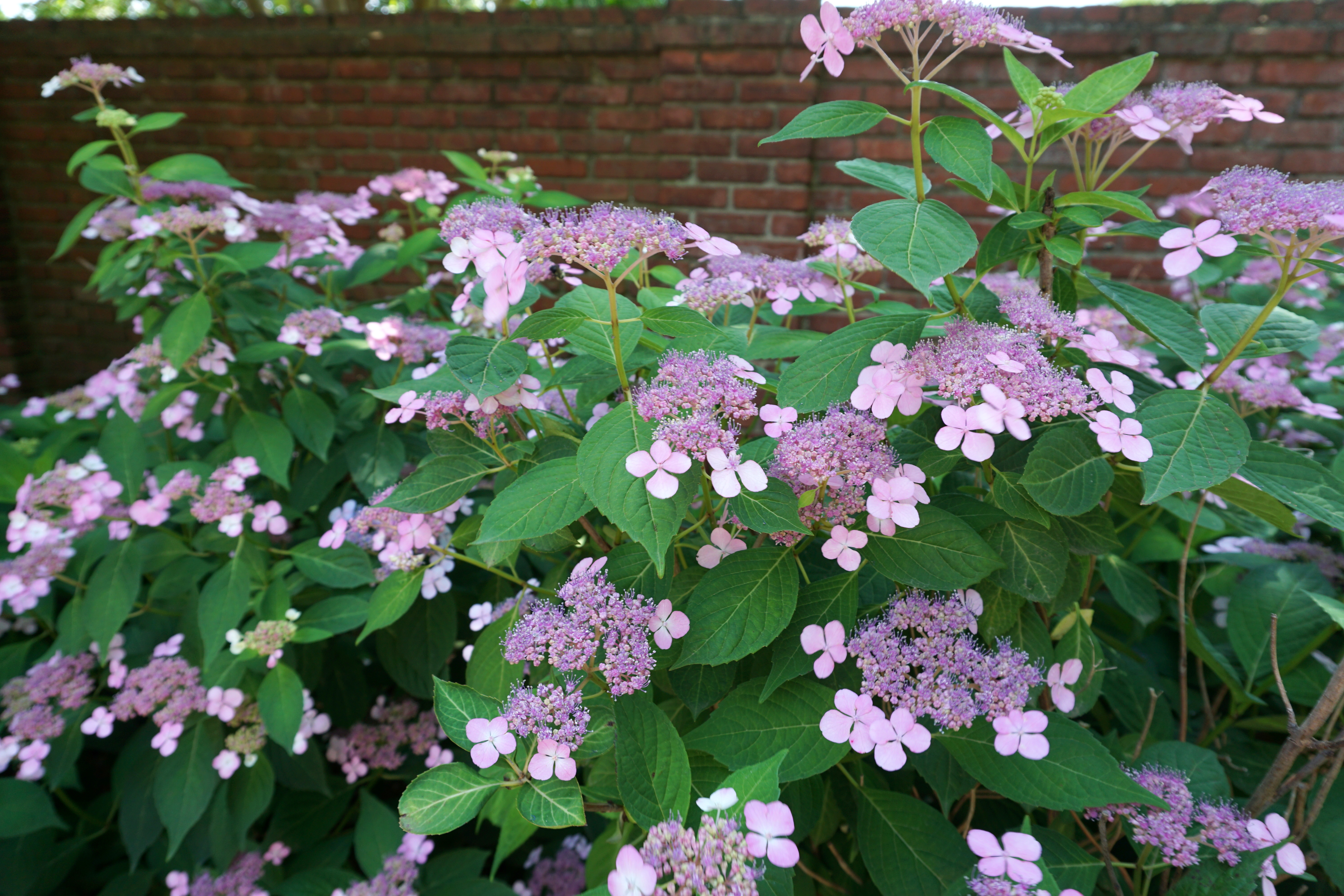
Hortensja piłkowana

Rodzaj należący do podrodziny Hydrangeoideae, rodziny hortensjowatych w rzędzie dereniowców. Ujęcie taksonomiczne rodzaju jest bardzo zróżnicowane w różnych źródłach. Wyróżnianych jest w obrębie plemienia Hydrangeeae szereg rodzajów, co jednak czyni z rodzaju Hyndrangea takson polifiletyczny. Wobec pogmatwania podziałów i relacji filogenetycznych charakter monofiletyczny nadaje temu rodzajowi włączenie do niego wszystkich innych wyróżnianych w obrębie plemienia (m.in.: przywarka Schizophragma, Broussaisia, Decumaria, Dichroa, Pileostegia, Platycrater).
Wykaz gatunków
- Hydrangea albostellata Samain, Najarro & E.Martínez
- Hydrangea alternifolia Siebold
- Hydrangea × amagiana Makino
- Hydrangea amamiohsimensis (Koidz.) Y.De Smet & Granados
- Hydrangea ampla (Chun) Y.De Smet & Granados
- Hydrangea anomala D.Don – hortensja odmienna
- Hydrangea arborescens L. – hortensja krzewiasta, h. drzewkowata
- Hydrangea arguta (Gaudich.) Y.De Smet & Granados
- Hydrangea aspera Buch.-Ham. ex D.Don – hortensja kosmata, h. owłosiona
- Hydrangea asterolasia Diels
- Hydrangea barbara (L.) Bernd Schulz
- Hydrangea bifida (Maxim.) Y.De Smet & Granados
- Hydrangea bretschneideri Dippel
- Hydrangea caerulea (Stapf) Y.De Smet & Granados
- Hydrangea chinensis Maxim.
- Hydrangea chungii Rehder
- Hydrangea cinerea Small
- Hydrangea coenobialis Chun
- Hydrangea corylifolia (Chun) Y.De Smet & Granados
- Hydrangea crassa (Hand.-Mazz.) Y.De Smet & Granados
- Hydrangea daimingshanensis (Y.C.Wu) Y.De Smet & Granados
- Hydrangea davidii Franch.
- Hydrangea densifolia (C.F.Wei) Y.De Smet & Granados
- Hydrangea diplostemona (Donn.Sm.) Standl.
- Hydrangea fauriei (Hayata) Y.De Smet & Granados
- Hydrangea febrifuga (Lour.) Y.De Smet & Granados
- Hydrangea glaucescens (Rehder) Y.De Smet & Granados
- Hydrangea gracilis W.T.Wang & M.X.Nie
- Hydrangea heteromalla D.Don – hortensja miękkowłosa
- Hydrangea hirsuta (Gagnep.) Y.De Smet & Granados
- Hydrangea hirta (Thunb.) Siebold – hortensja szorstka
- Hydrangea hydrangeoides (Siebold & Zucc.) Bernd Schulz
- Hydrangea hypoglauca Rehder
- Hydrangea integrifolia Hayata – hortensja całolistna
- Hydrangea involucrata Siebold – hortensja otulona
- Hydrangea jelskii Szyszyl.
- Hydrangea kawagoeana Koidz.
- Hydrangea kwangsiensis Hu
- Hydrangea kwangtungensis Merr.
- Hydrangea lingii G.Hoo
- Hydrangea linkweiensis Chun
- Hydrangea liukiuensis Nakai
- Hydrangea longifolia Hayata
- Hydrangea longipes Franch.
- Hydrangea luteovenosa Koidz.
- Hydrangea macrocarpa Hand.-Mazz.
- Hydrangea macrophylla (Thunb.) Ser. – hortensja ogrodowa, h. wielkolistna
- Hydrangea mangshanensis C.F.Wei
- Hydrangea mathewsii Briq.
- Hydrangea × mizushimarum H.Ohba
- Hydrangea moellendorffii Hance
- Hydrangea mollissima (Merr.) Y.De Smet & Granados
- Hydrangea nebulicola Nevling & Gómez Pompa
- Hydrangea obtusifolia (Hu) Y.De Smet & Granados
- Hydrangea ofeliae Sodusta & Lumawag
- Hydrangea paniculata Siebold – hortensja bukietowa, h. wiechowata
- Hydrangea peruviana Moric. ex Ser.
- Hydrangea petiolaris Siebold & Zucc. – hortensja pnąca
- Hydrangea platyarguta Y.De Smet & Samain
- Hydrangea preslii Briq.
- Hydrangea quercifolia W.Bartram – hortensja dębolistna
- Hydrangea radiata Walter
- Hydrangea robusta Hook.f. & Thomson
- Hydrangea sargentiana Rehder – hortensja Sargenta
- Hydrangea scandens (L.f.) Ser.
- Hydrangea schizomollis Y.De Smet & Granados
- Hydrangea seemannii L.Riley
- Hydrangea serrata (Thunb.) Ser. – hortensja piłkowana
- Hydrangea serratifolia (Hook. & Arn.) F.Phil.
- Hydrangea sikokiana Maxim.
- Hydrangea steyermarkii Standl.
- Hydrangea strigosa Rehder
- Hydrangea stylosa Hook.f. & Thomson
- Hydrangea taiwaniana Y.C.Liu & F.Y.Lu
- Hydrangea tarapotensis Briq.
- Hydrangea tomentella (Hand.-Mazz.) Y.De Smet & Granados
- Hydrangea viburnoides (Hook.f. & Thomson) Y.De Smet & Granados
- Hydrangea xanthoneura Diels – hortensja żółtounerwiona
- Hydrangea yaoshanensis (Y.C.Wu) Y.De Smet & Granados
- Hydrangea zhewanensis P.S.Hsu & X.P.Zhang

## Zastosowanie
Wiele gatunków jest uprawianych jako rośliny ozdobne. Mają kuliste kwiatostany o barwie różowej, czerwonej lub niebieskawej. Zabarwienie kwiatostanów zależy od odczynu gleby. Kwitną od czerwca do września. Preferują kwaśną i wilgotną glebę. Wymagają miejsc osłoniętych od wiatru i okrycia na zimę. Rośliny te rozmnaża się przez sadzonki pędowe.
Do częściej uprawianych w Polsce należą: 
- hortensja bukietowa, h. wiechowata (Hydrangea paniculata)
- hortensja krzewiasta (Hydrangea arborescens)
- hortensja ogrodowa, h. wielkolistna (Hydrangea macrophylla)
- hortensja pnąca (Hydrangea petiolaris)